# Pistolet CZ 110
CZ 110 to pistolet samopowtarzalny produkcji czeskiej zasilany nabojami 9 mm.